# Martín Aphesteguy
Martín Aphesteguy (ur. 22 września 1888 – zm. 18 maja 1970) – urugwajski piłkarz i sędzia, grający podczas kariery na pozycji obrońcy. 

## Kariera klubowa
Martín Aphesteguy całą piłkarską spędził karierę w klubie Montevideo Wanderers. Z Wanderers dwukrotnie zdobył mistrzostwo Urugwaju w 1906 i 1909.

## Kariera reprezentacyjna
W reprezentacji Urugwaju Aphesteguy występował w latach 1906-1913. W reprezentacji zadebiutował 21 października 1906 w przegranym 1-2 meczu z Argentyny, którego stawką było Copa Newton. 
W 1910 został powołany na pierwszą, jeszcze nieoficjalną edycję Mistrzostw Ameryki Południowej, który wówczas nazywał się Copa Centenario Revolución de Mayo 1910. Na turnieju w Buenos Aires Aphesteguy wystąpił w meczu z Argentyną. Ostatni raz w reprezentacji Brown wystąpił 18 lipca 1915 w przegranym 2-3 meczu z Argentyną, którego stawką było Gran Premio de Honor Uruguayo. Ogółem w barwach celestes wystąpił w 17 meczach. 
| Mecze i gole w reprezentacji | Mecze i gole w reprezentacji | Mecze i gole w reprezentacji | Mecze i gole w reprezentacji | Mecze i gole w reprezentacji | Mecze i gole w reprezentacji | Mecze i gole w reprezentacji |
| #                            | Data                         | Miasto                       | Przeciwnik                   | Gol                          | Wynik                        | Rozgrywki                    |
| ---------------------------- | ---------------------------- | ---------------------------- | ---------------------------- | ---------------------------- | ---------------------------- | ---------------------------- |
| 1.                           | 21.10.1906                   | Buenos Aires                 | Argentyna                    |                              | 1:2                          | Copa Newton                  |
| 2.                           | 12.06.1910                   | Buenos Aires                 | Argentyna                    |                              | 1:4                          | Copa Centenario              |
| 3.                           | 13.11.1910                   | Montevideo                   | Argentyna                    |                              | 1:1                          | Gran Premio                  |
| 4.                           | 13.11.1910                   | Montevideo                   | Argentyna                    |                              | 1:1                          | Gran Premio                  |
| 5.                           | 17.09.1911                   | Montevideo                   | Argentyna                    |                              | 2:3                          | Copa Newton                  |
| 6.                           | 08.10.1911                   | Montevideo                   | Argentyna                    |                              | 1:1                          | Gran Premio                  |
| 7.                           | 29.10.1911                   | Montevideo                   | Argentyna                    |                              | 3:0                          | Gran Premio                  |
| 8.                           | 15.08.1912                   | Montevideo                   | Argentyna                    |                              | 2:0                          | Copa Lipton                  |
| 9.                           | 25.08.1912                   | Montevideo                   | Argentyna                    |                              | 3:0                          | Gran Premio                  |
| 10.                          | 22.09.1912                   | Avellaneda                   | Argentyna                    |                              | 1:0                          | Gran Premio                  |
| 11.                          | 06.10.1912                   | Avellaneda                   | Argentyna                    |                              | 3:3                          | Copa Newton                  |
| 12.                          | 01.12.1912                   | Montevideo                   | Argentyna                    |                              | 1:3                          | towarzyski                   |
| 13.                          | 09.07.1913                   | Avellaneda                   | Argentyna                    |                              | 1:2                          | Copa Sáenz Peña              |
| 14.                          | 15.08.1913                   | Avellaneda                   | Argentyna                    |                              | 0:4                          | Copa Lipton                  |
| 15.                          | 05.10.1913                   | Montevideo                   | Argentyna                    |                              | 1:0                          | Gran Premio                  |
| 16.                          | 26.10.1913                   | Montevideo                   | Argentyna                    |                              | 1:0                          | Copa Newton                  |
| 17.                          | 18.07.1915                   | Montevideo                   | Argentyna                    |                              | 2:3                          | Gran Premio                  |

## Kariera sędziowska
Po zakończeniu kariery piłkarskiej Aphesteguy został sędzią piłkarskim. W 1920 był arbitrem na Mistrzostwach Ameryki Południowej. Na turnieju w Chile sędziował mecze: Brazylia-Chile i Argentyna-Brazylia. W 1930 sędziował jako liniowy w Mistrzostwach Świata.